# Проєкт правопису 2008 року
Проєкт правопису І. Ющука 2008 року — проєкт українського правопису, що його розробив відомий мовознавець, літературознавець, перекладач, педагог Іван Ющук, авторству якого належать близько двох десятків підручників, посібників та довідників із сучасної української мови для шкіл та вишів. Текст проєкту видано приватним видавництвом в авторській редакції для обговорення.
У вступному слові І. Ющук перераховує неточності, незрозумілі формулювання, друкарські помилки в чинному правописі і пропонує свої варіанти розв'язання проблем. Зокрема, автор проєкту приєднується до пропозицій проєкту правопису 1999 року в пунктах про інтервокальний звук (варіянт та проєкт), пропонує відмінювати іменники на -о (кіна, метра), писати пів окремо, поширити «правило дев'ятки» на всі іншомовні власні назви (наводить приклад: Арістотель писати як Аристотель), пропонує ставити апостроф після губних тощо.

## Пропозиції проєкту Івана Ющука
Пропозиції проєкту правопису Івана Ющука (стор. 5-6):
1. Вживати букву ґ в українських та іншомовних іменах і прізвищах, але не в географічних назвах: Геґель, але Гібралтар.
2. Зберігати подвоєння букв лише в іншомовних іменах, але не в географічних назвах: Шиллер, але Брюсель, Апеніни.
3. Відповідно до вимови не подвоювати букви в словах тона, нето, бруто, мула, мото.
4. Відповідно до української орфоепії писати Горкий без м'якого знака.
5. Відповідно до української вимови ставити апостроф у словах на зразок б'юро, г'яур, б'язь, Б'ялий, а також у випадку, коли губний стоїть після будь-якого сонорного, не тільки після р: черв'як, мавп'ячий, Гельм'язів, комп'ютер, інтерв'ю.
6. Правило «дев'ятки» поширюється на всі іншомовні слова, й на власні назви теж: Дидро, Аристотель.
7. Відмінювати кіно, метро, б'юро, як пальто.
8. Пів у значенні «половина» писати окремо (розрізняти: вітер з півдня і минуло пів дня).
9. Писати проєкт, як об'єкт, суб'єкт.
10. М'який знак, як особливу букву, знову поставити у кінець алфавіту.
11. Слово священник писати з двома нн.
12. Частку аби писати через дефіс: аби-який, аби-що, аби-хто, аби-коли і окремо: не аби-який, не аби-що, не аби-хто, як будь-який, будь-що, не будь-який, не будь-що, не будь-хто.
13. З усіх-усюд писати через дефіс, як з давніх-давен.
14. Суфікс -єв у російських прізвищах писати також після р, як було колись і як і досі пишуть: Писарєв, Андрєєв; в українських у цьому суфіксі пишемо е — і не тільки після р: Пономарева, Стасева.
15. Відповідно до української орфоепії після губних писати не ьо, а йо: Алфйоров, не Алфьоров, як Соловйов, Воробйов.
16. У кінці сербського суфікса -ац м'якого знака не писати: Сремац, Пожаревац, Крагуєвац.
17. Іменник хабар відмінювати за зразком м'якої групи (як календар, каламар), хабаря, хабарем і т. д.
18. Слова фоє, Гаваї тощо писати без зайвої букви й (тобто не вживати букви й перед я, ю, є, ї).
19. Писати торгівельний, як будівельний, заготівельний.
20. Сполучник тим часом як писати так само, як і прислівник тим часом.
21. Вводиться поняття «авторський розділовий знак».
22. Кома між головним і підрядним реченням ставиться й тоді, коли на початку підрядного стоїть частка не або і.
23. У відокремлених членах речення вставні слова відокремлювати, як і скрізь.

Проєкт не став чинним правописом.

## Текст проєкту
Ющук, І. П. (2008). Український правопис (Проєкт). Київ. ISBN 966-8359-03-8. Архів оригіналу за 22 серпня 2021. Процитовано 5 вересня 2020. — 120 с.